# Leucospis nigripyga
Leucospis nigripyga är en stekelart som beskrevs av Boucek 1974. Leucospis nigripyga ingår i släktet Leucospis och familjen Leucospidae.
Artens utbredningsområde är:
- Guyana.
- Paraguay.

Inga underarter finns listade i Catalogue of Life.